# Taube (Adelsgeschlecht)

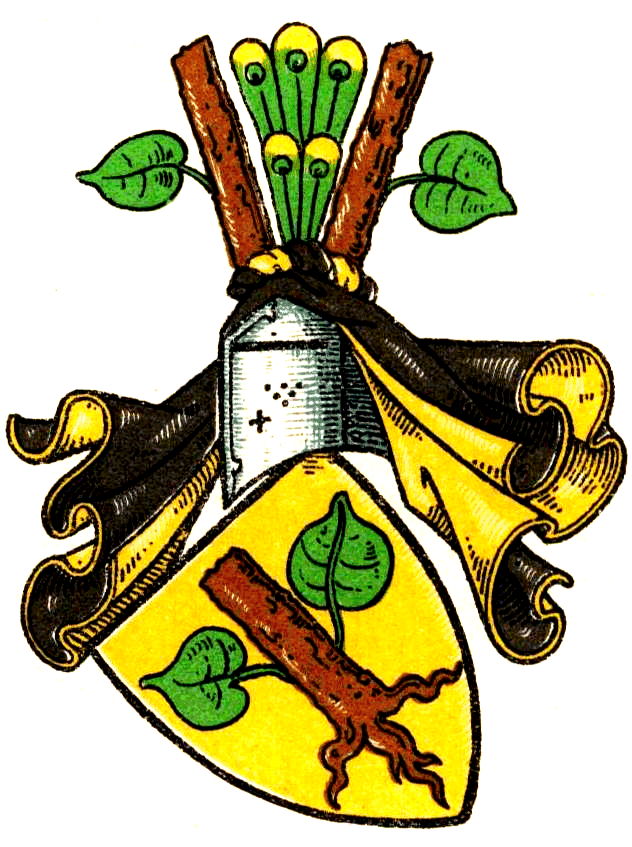
Stammwappen derer von Taube aus dem „Wappenbuch des westfälischen Adels“, 1901–1903

Taube ist der Name eines ursprünglich deutsch-baltischen, später weit verbreiteten Adelsgeschlechts.

## Geschichte
Ob die Familie Taube ursprünglich aus Dänemark oder aus Westfalen stammt, lässt sich jüngerer deutscher Fachliteratur nicht entnehmen, dort werden die Taube als Baltischer Uradel bezeichnet. Obwohl jedenfalls in Dänemark als auch im dänischen Estland bereits im 13. Jahrhundert Namensträger Tuve, „Duve“ urkundlich genannt werden, wird allgemein der Knappe Engelke Tuve, welcher am 24. August 1373 in Wierland auftritt, als ältester Nachweis eines Angehörigen angesehen.

## Fünf Stammhäuser
Die fünf Stammhäuser lassen sich urkundlich nicht auf einen gemeinsamen Stammvater vereinigen, sondern beginnen jeweils im 15. und 16. Jahrhundert. Die Familie hat sich vom Baltikum ausgehend nach Schweden, Polen, Finnland, Russland, nach Dänemark und ins Deutsche Reich nach Sachsen und Preußen verzweigt. Einzelne Zweige führen den Titel Baron, Erhebungen in den Freiherren- und Grafenstand sind mehrfach erfolgt. Das Adelsgeschlecht verteilte sich auf fünf Stammhäuser:
- I. Stammhaus Maidel mit Arnd von Tuve auf Maidel (1476–1511) und nachfolgenden Nebenzweigen in Estland[3]
- II. Stammhaus Etz–Issen[4] mit Berend Tuve auf Etz–Issen, auch Berend auf der Issen (1581–1590) und Nebenstamm: von Taube von der Issen und Linien in Schweden und Finnland[5]
- III. Stammhaus Pühs–Maart–Hallinap[6] mit Johann (Hans) Tuve 1405 und Nebenzweig Sachsen[5] 1695 erloschen.
- IV. Stammhaus Fier (Fierenhof[7]) – Seßwegen in Livland mit Andreas Tuve auf Fier († 1460) mit Nebenstamm: Kurland und Polen[5]
- V. Stammhaus Kudding[8] mit Heinrich Tuve (1457), Nebenstamm Schweden[9] 1870 erloschen.

## Stammhaus Maidel
Die Nachkommenschaft des Arnd Tuve auf Maidel (1476–1511) begründete das Stammhaus Maidel und Carlö, er war seit 1494 Herr auf Maidel und Neuenhof, seit 1503 Mannrichter und Landrat in Harrien. Ihm folgten Ludwig Taube († 1565), verheiratet mit Anna Risbiter (Erbin auf Machters); Herr auf Maidel und Neuenhof, Mannrichter. Dann sein Sohn Berendt Taube († 1592), verheiratet mit Kunigunda von Maydell († 1579); Herr auf Maidel und Machters, Rittmeister und Landrat. Der nächste in der männlichen Nachfolge war dessen Sohn Ludwig Taube († 1630), verheiratet mit Luitgard von Delwig; Herr auf Maidel, Machters und Pallal; Landrat. Mit dem Sohn Berendt begann die Linie der Freiherren Carlö und Maidel:
- Berendt Taube von Carlö und Maidel (1592–1666) war Oberst und Landrat und diente der Krone Schwedens 50 Jahre. Am 14. Februar 1652 wurde er in den schwedischen Freiherrenstand erhoben. Er sollte sich von seinen Gütern her als Freiherr von Maidel schreiben, aber er schrieb sich nachher Freiherr von Carlö (oder von Carrol) und Maidel[12] Berend von Carlö und Maidel war Herr Auf Maidel, Kosch, Goldbeck und Hördel.[13] Von 1624 bis 1629 war er Ritterschaftshauptmann der Estländischen Ritterschaft. Er war mit Sophia von Uexküll verheiratet.
  - Ludwig Taube von Carlö und Maidel (1610–1675) war Herr auf Maidel, Kosch, Goldenbeck und Hördel, Oberst, Mannrichter, verheiratet in 2. Ehe mit Sophie von Tiesenhausen (beerdigt 1664 in Reval).
    - aus der 2. Ehe: Frommhold Johann Taube von Carlö und Maidel (1661–1710[14]), verheiratet mit Anna Christina Freiin von der Pahlen (1647–1710). Kapitän, Mannrichter und 1710 Ritterschaftshauptmann.
      - Gustav Wilhelm Taube von Carlö und Maidel (1696–1772), verheiratet mit Wilhelmine von Rehbinder (1697–1755). Herr auf Rickholz. Unter seinen Söhnen begann eine erneute Teilung: I. Haus Gustav Christian (1718–1771); II. Haus Rickholz–Laupa,[15] Frommhold Johann (1723–1789) und III. Haus Widdruck, Arend Wilhelm (1725–1786).

## Stammhaus Etz-Issen
Die Vorfahren des Hauses „Taube Etz-Issen (Taube von der Issen)“ waren: Berendt Tuve von Etz–Issen (1470–1533), ihm folgte Jakob Tuve auf Etz (1508–1568), danach Berndt Johann Tuve (1545–1615). Die erste urkundliche Erwähnung erfolgte mit dessen Sohn Loff Tuve von der Issen. Dieser war mit Kunigunde Taube aus dem Stammhaus Maidel (vgl. I. Stammhaus Maidel) verheiratet, ihm folgten seine Söhne:
- Berend Tuve zu Eisen, auch Berend Tuwe von der Issen († 1676), war bis 1621 Herr auf Issen (Alt-Isenhof bei Purtse) und ab 1615 Herr auf Odenkotz bei Põlli, er war schwedischer Oberst der Karelska Dragoner und 1650 Landrat. Aus der 2. Ehe mit Margretha Uexküll († 1681) folgte Karl Ludwig Taube von der Issen († 1694), er war Herr auf Tammik. Sein Sohn Reinhold Friedrich von Tuve (1679–1757), war Herr auf Heringshof (1722) und Schadenhof (Livland), Kapitän. Dessen Sohn Otto Reinhold ist der Begründer des Hauses Jerwakant. Das ursprüngliche Stammhaus Taube von Etz–Issen erlosch 1793 in männlicher Linie mit Karl Magnus von Taube von der Issen.
- Eberhard Taube auf Machters (1604–1656), Bruder des Berend Tuve zu Eisen, war Oberstleutnant, und mit Anna von Vietinghoff (* 1604) verheiratet, sein Sohn Eberhard Taube gründete das Haus Odenkat.

### Haus Jerwakant
Aus dem Stammhaus von der Issen gründete sich mit Otto Reinhold von Taube (1726–1798) das Haus Jerwakant. Er war Oberst und Gutsverwalter von Spankau (Livland). Es folgte ihm sein Sohn Otto Heinrich Taube auf Jerwakant (1764–1801), dieser war Herr auf Jerwakant mit Wahakant und Lellefer und Major. Sein Sohn Karl Otto Frommhold von Taube (1800–1873) war Herr auf Jerwakan, 1822–1825 Ritterschaftssekretär, 1841–1844 Mannrichter, 1844–1847 Kreisdeputierter, 1848 Landrat; er war mit Alexandra Sophia von Patkul (1812–1895) verheiratet. Ihm folgte sein Sohn Otto Woldemar Friedrich von Taube (1833–1911), er verkaufte 1890 Jerwakant und war mit Helene Gräfin Keyserling (1845–1929) verheiratet. In seiner Nachfolge stand sein Sohn, der Schriftsteller Otto Adolf Alexander von Taube (1879–1973). Mit dessen Tod erlosch das Haus Jerwakant in männlicher Linie, da sein Sohn Christian von Taube (1919–1945) kurz vor Ende des Zweiten Weltkriegs gefallen war.

### Haus Odenkat
Siehe auch: Taube von Odenkat
Die Ortschaft und das Gut Odenkat (estnisch: Ohekatku) liegen 58 Kilometer südöstlich von Reval und umfassen etwa 2232 Hektar Hofland. Die erste Erwähnung war 1241 als Dorf Othengat, das Hof Odenkatke wurde erst 1453 erwähnt. Ab 1457 nannte es sich Hof Odenkotte und seit 1586 war nur noch das Dorf vorhanden. Im 17. Jahrhundert erfolgte die Neugründung durch Eberhard Taube. Heute ist der Hof und das Dorf vereinigt und trägt den Namen Ohekatku>. Das Haus Odenkat entstand mit Eberhard Taube (1604–1656) er war Herr auf Machters und Oberstleutnant. Es setzte sich in männlicher Erbfolge fort:
- Eberhard Taube von Odenkat (1622–1692) Herr auf Odenkat, Oberst und Landrat, Erhebung in den Freiherrenstand (1668);
  - Eberhard Friedrich Taube von Odenkat (1648–1703) Admiral und Erhebung in den Freiherrenstand (1692);
    - Eberhard Diedrich Graf Taube auf Odenkat (1681–1751) Reichsadmiral und Erhebung in den Grafenstand (1734);
      - Diedrich Heinrich Graf Taube von Odenkat (1711–1781) Admiral;
      - Arvid Gustaf Graf Taube von Odenkat (1729–1785) Hofmarschall;
        - Gustaf Diedrich Graf Taube von Odenkat (1761–1822) war Rittmeister;
          - Friedrich Wilhelm Taube von Odenkat (1813–1888) war Generalmajor;
          - Gustaf Johann Graf Taube von Odenkat (1796–1872) Statthalter;
            - Gustaf Eduard Graf Taube von Odenkat (1818–1899), erster gräflicher Erbfolger
            - Carl Friedrich Taube von Odenkat (* 1820–?)
            - Arvid Graf Taube von Odenkat (1821–1887)
            - Gustaf Diedrich (Gösta) Graf Taube von Odenkat (1823–1887)
              - Carl Gustaf Graf Taube von Odenkat (1867–1941), vierter gräflicher Erbfolger
                - Carl Friedrich Berent Graf Taube von Odenkat (1909–1993) fünfter gräflicher Erbfolger
                  - Carl Arvid Philip Graf Taube von Odenkat (1944–2001), sechster Erbfolger, mit ihm starb das gräfliche Hauses Odenkat in der männlichen Erbfolge aus.

            - Henning Adolf Graf Taube von Odenkat (1826–1880)
              - Henning Gustaf Johann Graf Taube von Odenkat (1851–1927), zweiter gräflicher Erbfolger
              - Carl Eberhard Graf Taube von Odenkat (1854–1934), dritter gräflicher Erbfolger
              - Arvid Friedrich Graf Taube von Odenkat (1853–1916), schwedischer Außenminister

## Stammhaus Pühs-Maart-Hallinap
Die Nachkommenschaft des Stammhauses Pühs-Maart-Hallinap stammte von dem estländischen Mannrichter Johann Tuve 1405 ab, von dem sich ein dänisches Haus bildete, sich die sächsischen Reichsfreiherren 1638 und Reichsgrafen1676 abzweigten und das von 1529 bis 1674 Maart und 1529–1672 Hallinap in Estland besaß. Herausragende Persönlichkeiten waren:
- Johann Taube, Herr auf Hallinap († 1603 in Hallinap) estländischer Landrat, verh. mit Anna von Rosen († 1596)
  - Johann Hans von Taube, Herr auf Hallinap in Estland und Roth-Naußlitz in Sachsen (1591–1629), kursächsischer Hauptmann, verh. mit Agnes von Minkwitz[19]
    - Johann Georg Reichsfreiherr von Taube (* 1627), er wurde 1665 Herr auf Hallinap in Estland und 1631 Herr auf Roth-Naußlitz in Sachsen. Er war mit Sophie von Mecks verheiratet, beide wurden in Rödern (Sachsen) beigesetzt. Sie hatten sieben Söhne die in kursächsischen Diensten standen. Sein Sohn Johann Georg * 1654 in Dresden † 1709 in Neukirchen war der Stammvater der sächsischen Linie der Freiherren Taube zu Neukirchen und Niederpöllnitz

  - Claus Niklas Reichsfreiherr von Taube (1593–1654), kursächsischer Oberst und Stadtkommandant von Dresden, Amtshauptmann von Chemnitz, wurde mit den Brüdern Dietrich und Reinhardt und dem Neffen Johann Georg mit Wiener Erlass vom 19. Juni 1638 zum Reichsfreiherren erhoben.[20]
  - Dietrich von Taube (1594–1639), Reichsfreiherr und kursächsischer Generalmajor, ab 1635 Oberhofmarschall und ab 1637 Landvogt der Oberlausitz. Er war mit Veronica von Lützelburg verheiratet.
  - Reinhardt von Taube (1595–1662), Reichsfreiherr und Oberstallmeister, verh. mit Barbara Sibylla von Carlowitz (1603–1655)
    - Reinhardt Dietrich von Taube (1627–1681), kursächsischer Geheimrat, Generalwachtmeister der Kavallerie wurde am 25. Juni 1676 zum Reichsgrafen erhoben (1695 erloschen).

## Stammhaus Kudding
Hof Kudding hieß früher Rokuka oder Rarstifer, und wurde im Jahre 1600 dem Jost Taube vom schwedischen Erbprinzen Carl (1550–1611) als Besitz bestätigt. König Gustav II. Adolf bestätigte im Jahre 1625 dem Jost Taube, der zwischenzeitlich Statthalter in Reval war, den Besitz von Kudding und etwa 4 weiteren Dörfern. Durch Verkäufe und Vererbungen gelangte Gut Kudding über die Familien Stackelberg, Rosenkampf und von Bock letztlich an die Adelsfamilie des Grafen Manteuffel. Ahnherr des Stammhauses Kudding ist Jost Tuve, Erbherr von Kudding, schwedischer Gouverneur und Schlosshauptmann von Reval. Ihm folgten im männlichen Stamm:
- Jakob Johann von Taube (1624–1695), Generalmajor, 1675 Aufnahme in den schwedischen Freiherrenstand
  - Gustaf Adam von Taube (1673–1732), Feldmarschall, schwedischer Generalgouverneur von Estland
    - Hans Heinrich Taube von Kudding, Graf Taube (1698–1766), Hofmarschall, 1719 in den schwedischen Grafenstand als Graf Taube erhoben
      - Jakob Johann Taube von Kudding, Graf Taube (1727–1799), Generalleutnant
        - Carl August Anton Luis von Taube (1771–1816), Graf Taube, Württembergischer Staatsminister
          - Friedrich Carl Adolf von Taube (1810–1889), Graf Taube, Kammerherr, Württembergischer Außenminister
            - Erich und Axel von Taube (1849 und 1851–1870), Grafen Taube, beide 1870 im Krieg gefallen, Stammhaus Kudding im männlichen Stamm erloschen.

## Wappen
Das Stammwappen zeigt in Gold einen entwurzelten natürlichen Lindenstumpf mit zwei grünen Blättern, je eines auf jeder Seite. Auf dem Helm mit schwarz–goldenen Decken ein natürlicher Pfauenwedel zwischen zwei gestümmelten natürlichen Lindenästen mit je einem grünen Blatt.

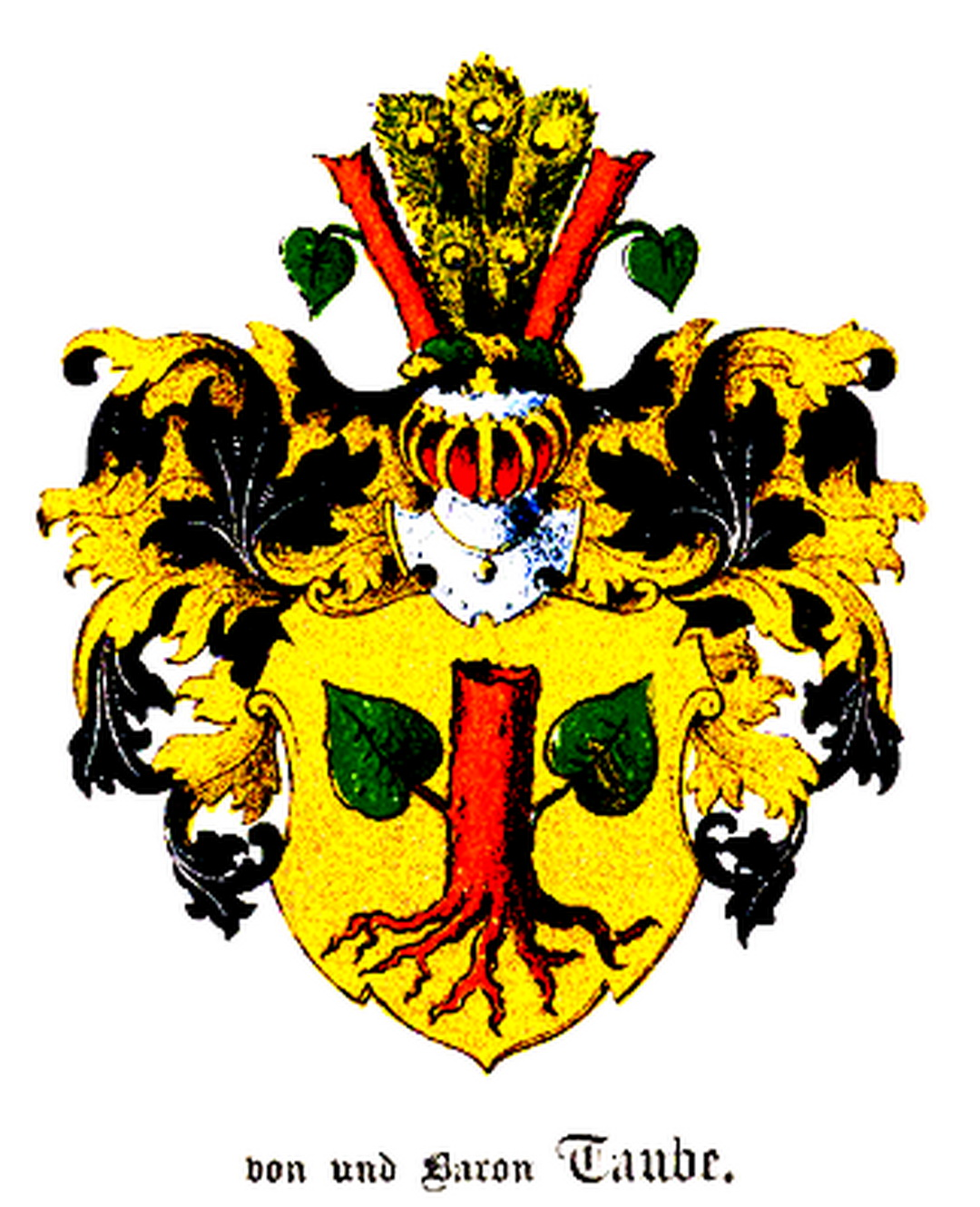
Stammwappen der Familie von Taube
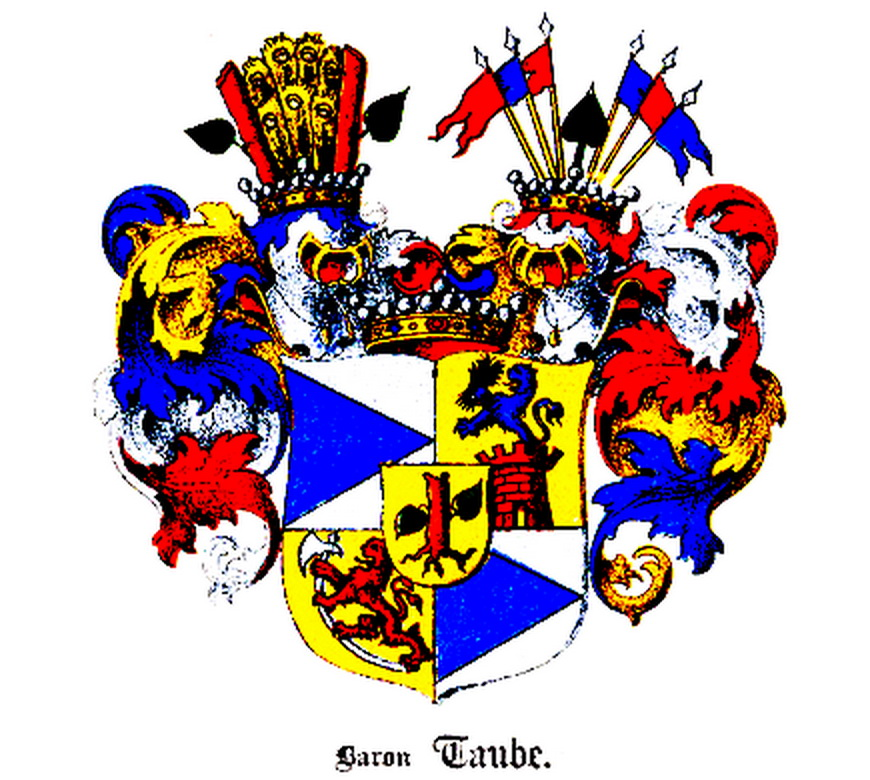
Wappen (1652) der schwedischen Freiherren (Friherre) von Taube

## Personen (Auswahl)
- Heinrich von Taube (1592–1666), sächsischer Oberhofmarschall, Oberkämmerer und Amtshauptmann
- Robrecht Taube, 1605–1612 Ritterschaftshauptmann der Estländischen Ritterschaft
- Bernd Taube, 1624–1629 Ritterschaftshauptmann der Estländischen Ritterschaft
- Dietrich Taube, 1643–1644 und 1650–1653 Ritterschaftshauptmann der Estländischen Ritterschaft
- Fromhold Johann von Taube, 1710–1711 Ritterschaftshauptmann der Estländischen Ritterschaft
- Hedwig Ulrike Taube von Odenkat (1714–1744), Tochter des schwedischen Reichsrates Graf Taube; Mätresse des schwedischen Königs Friedrich I.
- Gustav Wilhelm Taube von der Issen (1715–1775), livländischer Landrat
- Friedrich Wilhelm Taube von der Issen (1744–1807), livländischer Landespolitiker
- Dorothea Margaretha von Taube († 1793), 1789 Äbtissin im Kloster Wienhausen
- Ernst Johann von Taube (1740–1794), kurländischer Kanzler und Oberrat
- Victor Carl Gustaf von Taube (1854–1914), Gutsbesitzer, Unternehmer und Friedensrichter
- Michael von Taube (1869–1961), russischer Jurist, Politiker und Beamter
- Otto von Taube (1879–1973), deutscher Schriftsteller, Jurist und Kunsthistoriker
- Evert Taube (1890–1976), schwedischer Dichter, Komponist, Sänger und Maler
- Arved von Taube (1905–1978), Historiker
- Aino Taube (1912–1990), schwedische Film- und Theaterschauspielerin.